# Umberto Cerati
Umberto Cerati (* 24. März 1911 in Verona; † 23. Juli 1994 in Mailand) war ein italienischer Mittel- und Langstreckenläufer.
Bei den Internationalen Universitätsspielen 1933 siegte er über 3000 m und gewann Bronze über 1500 m.
1934 wurde er bei den Leichtathletik-Europameisterschaften in Turin Zehnter über 1500 m.
Bei den Olympischen Spielen 1936 kam er über 5000 m auf den siebten Platz.

## Persönliche Bestzeiten
- 1500 m: 3:54,0 min, 19. August 1934, Budapest
- 5000 m: 14:44,4 min, 7. August 1936, Berlin